# Open Citizen
Open Citizen es una plataforma tecnológica para crear soluciones de comunicación entre la Administración Pública y los ciudadanos en España y en particular en la comunidad de Madrid. Define e implanta políticas tanto tecnológicas como de organización y explotación de la información y los servicios, proporcionando como canales de relación del ciudadano y la administración, los portales del ciudadano. El carácter burocrático y estructurado de la mayoría de los procedimientos administrativos facilita la automatización a través de E-Administración.
La plataforma está basada en componentes Open Source estándares y reconocidos, desarrollada en Java, compatible con especificaciones J2EE. Se distribuye bajo código abierto y las fuentes están accesibles para su reutilización a través de la página del proyecto.

## Proyecto Atención Ciudadana Multicanal
Open Citizen es una plataforma para la creación de Portales para los Ciudadanos y Servicios de Atención Ciudadana. El objetivo del proyecto es automatizar los servicios de información tanto por parte de la Administración al usuario, así como del usuario hacia la Administración. Es una solución multicanal que permite la comunicación a través de diversos canales: Web, telefónico, móvil, TDT y servicios presencial mejorado.

## Tecnología
La solución está desarrollada utilizando tecnologías y componentes de fuente abierta. Desarrollada en Java, compatible con especificaciones J2EE. Se basa en una arquitectura orientada a servicios (SOA) y es escalable a todos los niveles: servidor de aplicaciones, gestor de contenidos, LDAP y base de datos. Contiene componentes con API de acceso que permiten la integración con otros servicios.
Por defecto, Open Citizen contiene un conjunto de servicios y módulos que pueden ser añadidos y configurados según las necesidades de la organización que realiza la implantación (RSS, TTS, Trámites, etc.), permitiendo la estructuración y visualización multicanal de los contenidos gestionados.
Open Citizen es un sistema cliente-servidor basado en OpenCms. La lista de requisitos técnicos está asociada a la instalación del servidor ya que los puestos del cliente pueden funcionar sobre diferentes plataformas y sistemas operativos (Windows, Linux, Mac) y sólo precisan de un navegador web estándar para poder acceder a los servicios centrales. El servidor posee los siguientes requerimientos técnicos:
- Sistema operativo: GNU/Linux
- Servidor de aplicaciones: JBoss, Tomcat
- Base de datos relacional SQL: PostgreSQL, MySQL, Oracle
- Gestor / Administrador de contenidos OpenCms multicanal (web, móvil, TDT).
- Servidor de contenidos mediante RSS TDT.
- Georreferenciación de contenidos.
- Festival Text to Speech basado en voces libres.
- Directorio organizativo OpenLDAP.

Funcionalmente, permite la gestión integral del conocimiento generado en las administraciones, el soporte multicanal de la atención ciudadana, accesibilidad de contenidos, gestión de contenidos y relación con el ciudadano, estadísticas e integración con aplicativos instalados.

## Consorcios y Colaboraciones
Los principales colaboradores del proyecto son miembros de empresas privadas y administraciones públicas españolas. Algunos de los proyectos desarrollados se enmarcan dentro del Plan AvanzaLocal del Área de Servicios Públicos Digitales del Plan Avanza del Ministerio de Industria, Turismo y Comercio de España (MITyC).